# Ravello

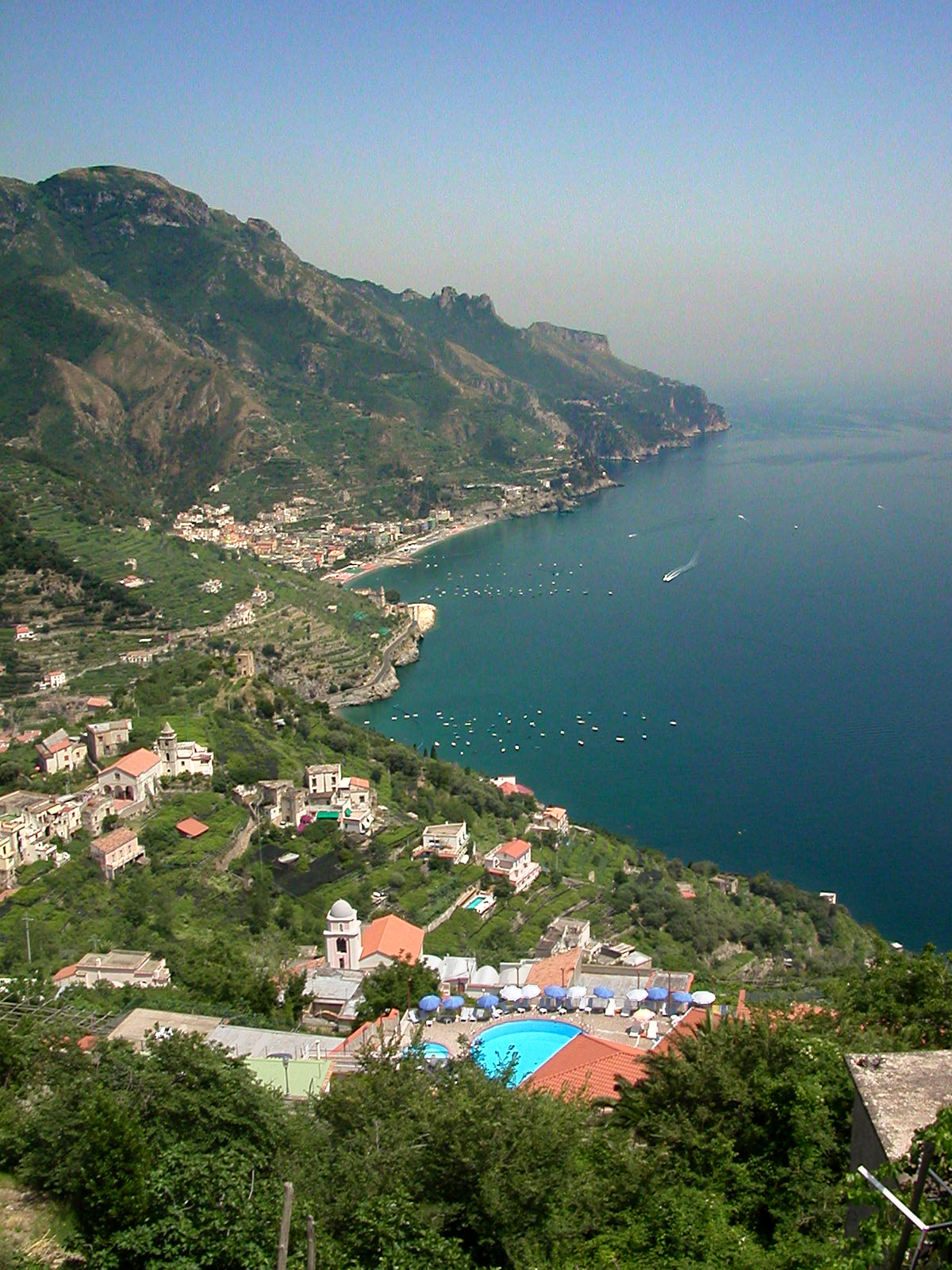
Blick auf Ravello und die Amalfiküste

Ravello ist eine Gemeinde in Kampanien, Provinz Salerno an der italienischen Amalfiküste mit 2368 Einwohnern (Stand 31. Dezember 2023).

## Geographie
Die Nachbarorte sind: Atrani, Gragnano (NA), Lettere (NA), Maiori, Minori, Scala und Tramonti.

## Geschichte

### Gründungslegende und Entwicklung bis zum 19. Jahrhundert
Etwa im 5. Jahrhundert n. Chr. suchten der Legende nach reiche römische Patrizierfamilien Zuflucht vor plündernden Barbaren und gründeten ein kleines Anwesen auf der Anhöhe zwischen den Tälern Dragone und Reginna.
Die Normannen, die im 10. Jahrhundert in dieser Gegend herrschten, gaben Ravello die Unabhängigkeit. Papst Viktor III. machte Ravello ab 1086 zum Bischofssitz, womit der wachsenden Einwohnerzahl ebenso wie dem florierenden Seehandel entsprochen werden sollte. In den folgenden Jahrhunderten entwickelte sich ein reiches Bürgertum, das sich prunkvolle Paläste errichten ließ, die teilweise noch heute erhalten sind. 1603 wurde Ravello in das Bistum Scala eingegliedert, 1806 in das Erzbistum Amalfi integriert.
Die Familie Rufolo, eine der reichsten in Ravello, ließ im 12. Jahrhundert die gleichnamige Villa auf einem Felsvorsprung bauen, die noch heute Anziehungspunkt für tausende Besucher ist. Nicola Rufolo, ein Angehöriger dieser Familie, stiftete 1272 eine der beiden Kanzeln im ab 1086 erbauten Dom: eines der Meisterwerke normannisch-arabisch-byzantinischer Mosaikarbeit von Nicola di Bartolomeo da Foggia. Er war der Baumeister und Steinmetz von Kaiser Friedrich II. Gegenüber der Kanzel steht der auf das Jahr 1130 zurückgehende und vom damaligen Bischof der Diözese, Konstantin Rogadeo (1094–1151), in Auftrag gegebene Ambo mit einem Mosaik, das Jonas mit dem Wal zeigt. Den Dom schmückt außerdem ein 1179 vermutlich von Barisano di Trani geschaffenes Bronzeportal mit 54 Motiven u. a. aus dem Neuen Testament. Landolfo Rufolo, einer der Vorfahren von Nicola Rufolo, wurde von Boccaccio in seinem Decamerone erwähnt (2. Tag, 4. Novelle). Die halb verfallene Villa Rufolo wurde 1851 von dem Schotten Francis Neville Reid gekauft und restauriert. In den Gärten der Villa fand Richard Wagner 1880 die Inspiration für das Bühnenbild des 2. Aktes (Klingsors Zaubergarten) seiner Oper Parsifal.
Ravello war berühmt wegen der vielen Adelsfamilien, die dort lebten: Acconciajoco, Alfano, Appencicario, Aufiero, Bove, Campanile, Cassitto, Castaldo, Citarella, Confalone, Coppola, Cortese, D’Afflitto, De Curtis, Dell’Isola, Della Marra, De Piccolellis, De Vito, Fenice, Foggia, Frezza, Fusco, Giusto, Grisone, Guerritore, Longo, Marinelli, Muscettola, Panicola, Papice, Pironti, Rago, Rogadeo, Rovito, Rufolo, Russo, Rustici, Sasso, Arcucci.

### Ravello ab dem 20. Jahrhundert
Der kleine, rund 300 m hoch über dem Meer gelegene Ort ist Ziel zahlreicher Touristen und Sitz des jährlich in den Sommermonaten stattfindenden Ravello Festivals (1953 zu Ehren Richard Wagners ins Leben gerufen). Die Villa Rufolo ist heute Sitz des Centro Universitario Europeo per i Beni Culturali (Europäisches Universitätszentrum für das Kulturelle Erbe), das unter anderem Projekte für Kultur- und Umweltschutz sowie neue Ansätze zum Kulturtourismus entwickelt.
Der US-Schriftsteller Gore Vidal hatte von den 1970er Jahren bis 2004 einen Wohnsitz in Ravello.

## Sehenswürdigkeiten

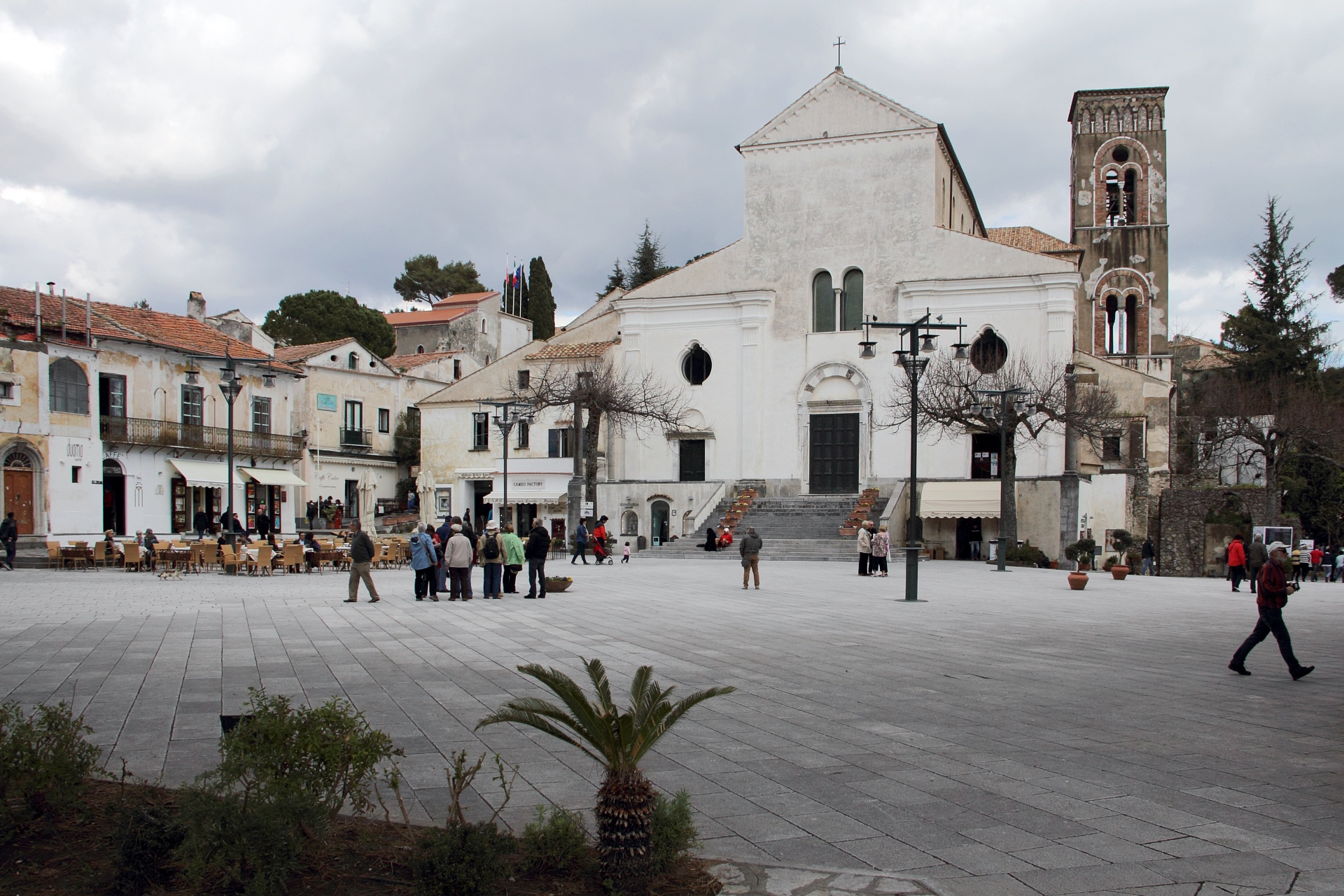
Piazza Centrale mit dem Dom

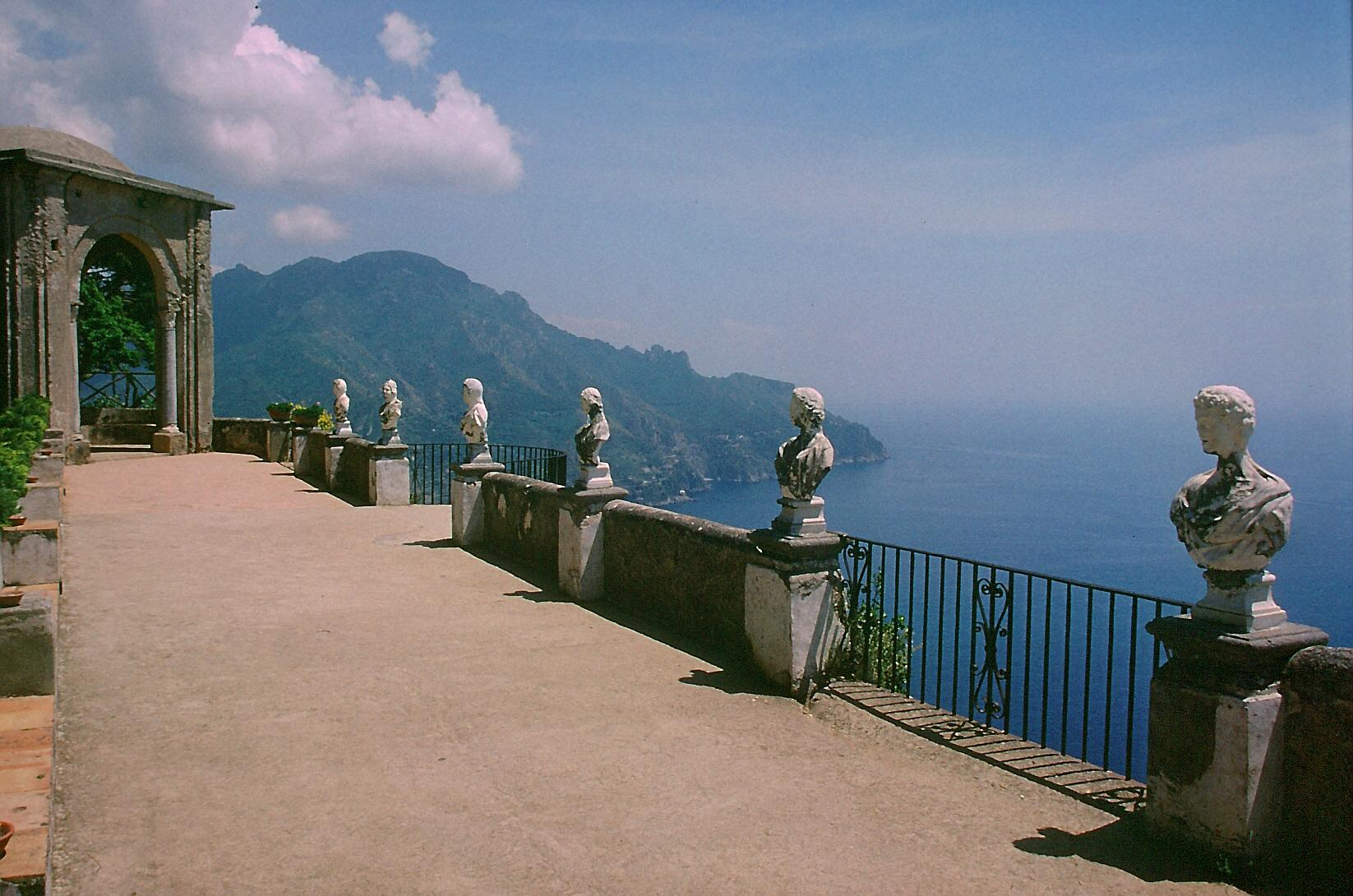
Terrazza dell’Infinito der Villa Cimbrone

- Dom S. Pantaleon und Himmelfahrt Marien (Duomo Santa Maria Assunta e San Pantaleone), Basilica minor
- Villa Rufolo (13. Jh.) mit Parkanlage
- Villa Cimbrone
- Die Kirchen Santa Maria a Gradillo, San Giovanni del Toro, San Francesco, Santa Chiara, San Pietro, Chiesa dell’Annunziata und Santa Maria della Grazie
- Oscar-Niemeyer-Auditorium, eingeweiht 2010 von der Fondazione Ravello